# Danh sách hồng y Việt Nam
Dưới đây là danh sách hồng y Việt Nam. Giáo hội Công giáo tại Việt Nam trên thực tế đã có giám mục bản xứ đầu tiên vào năm 1933 – và đến năm 1960, hàng giáo phẩm Công giáo tại Việt Nam chính thức được thiết lập. Tuy vậy, mãi tới năm 1976, mới có một giám mục người Việt được nhận tước hiệu hồng y.
Cho tới nay đã có 6 giáo sĩ Công giáo người Việt Nam được nhận tước hồng y, trong số đó có 5 người là hồng y đẳng linh mục và 1 người là hồng y đẳng phó tế. Trong số sáu hồng y, hiện có 2 hồng y còn sống, song không còn ai là Hồng y cử tri kể từ khi hồng y Nguyễn Văn Nhơn bước qua tuổi 80 vào tháng 4 năm 2018. Trong số 4 Hồng y đã tạ thế, duy nhất một hồng y được tôn phong danh hiệu Đấng đáng kính (hồng y Nguyễn Văn Thuận). Hồng y đầu tiên, Trịnh Như Khuê, được Giáo hoàng công bố ban tước hiệu dưới hình thức hồng y in pectore (quen gọi là Hồng y trong lòng) vào năm 1976.
Giáo sĩ đầu tiên được nhận tước hiệu hồng y thuộc giáo hội Công giáo Việt Nam là Tổng giám mục Giuse Maria Trịnh Như Khuê; người gần nhất được nhận tước là Tổng giám mục Phêrô Nguyễn Văn Nhơn. Trong số sáu hồng y người Việt, phần lớn (bốn trong số sáu người) đều là giáo sĩ quản lý tổng giáo phận Hà Nội, hai người còn lại gồm một là quản lý tổng giáo phận Thành phố Hồ Chí Minh và một là Chủ tịch Uỷ ban Giáo hoàng về Công lý và Hòa Bình. Trong thế kỷ 20, có ba người được nhận tước hồng y; và trong thế kỷ 21 – tính đến năm 2024 – cũng có ba người. Ba hồng y đầu tiên người Việt Nam đều giữ chức Tổng giám mục Hà Nội và tính liên tục này bị gián đoạn khi Tổng giám mục Nguyễn Văn Thuận – với tư cách là một thành viên của giáo triều Rôma – được nhận tước hồng y vào năm 2001.
Có ba hồng y từng đảm nhận chức Chủ tịch Hội đồng Giám mục Việt Nam, trong đó hai giáo sĩ nhận tước hồng y khi đương chức Chủ tịch và một giáo sĩ nhận tước hồng y sau khi đã rời nhiệm sở. Cho đến năm 2024, hồng y người Việt Nam giữ tước vị này lâu nhất là hồng y Phạm Minh Mẫn (hơn 20 năm), hồng y giữ tước vị này ngắn nhất là hồng y Nguyễn Văn Thuận (1 năm 7 tháng). Giáo sĩ Công giáo Việt Nam trẻ tuổi nhất từng được nhận tước hồng y là hồng y Trịnh Văn Căn (58 tuổi) và lớn tuổi nhất là Trịnh Như Khuê (78 tuổi). Tính theo độ tuổi tại thời điểm được nhận tước hiệu hồng y, một người trong độ tuổi 50–60, một người trong độ tuổi 60–70 và bốn người trong độ tuổi 70–80. Một nửa số hồng y người Việt Nam nhận tước vị khi đã ngoài 75 tuổi.

## Danh sách hồng y
Trong danh sách này, tên các hồng y được sắp xếp theo năm được nhận tước vị hồng y.
| Tên đầy đủ                                  | Huy hiệu | Ngày thụ phong       | Ngày tấn phong      | Ngày nhận tước vị    | Đẳng hồng y | Khẩu hiệu                                | Giáo phận              | Giáo hoàng bổ nhiệm | Chú thích            |
| ------------------------------------------- | -------- | -------------------- | ------------------- | -------------------- | ----------- | ---------------------------------------- | ---------------------- | ------------------- | -------------------- |
| Giuse Maria Trịnh Như Khuê (1898–1978)      |          | 1 tháng 4 năm 1933   | 15 tháng 8 năm 1950 | 24 tháng 5 năm 1976  | Linh mục    | "Hãy theo Thầy"                          | Tổng giáo phận Hà Nội  | Phaolô VI           | [ 22 ] [ 34 ]        |
| Giuse Maria Trịnh Văn Căn (1921–1990)       |          | 3 tháng 12 năm 1949  | 2 tháng 6 năm 1963  | 30 tháng 6 năm 1979  | Linh mục    | "Thương yêu, vui mừng, bình an, hy vọng" | Tổng giáo phận Hà Nội  | Gioan Phaolô II     | [ 23 ] [ 37 ]        |
| Phaolô Giuse Phạm Đình Tụng (1919–2009)     |          | 6 tháng 6 năm 1949   | 15 tháng 8 năm 1963 | 26 tháng 11 năm 1994 | Linh mục    | "Tôi tin vào tình yêu Thiên Chúa"        | Tổng giáo phận Hà Nội  | Gioan Phaolô II     | [ 24 ] [ 42 ]        |
| Phanxicô Xaviê Nguyễn Văn Thuận (1928–2002) |          | 11 tháng 6 năm 1953  | 24 tháng 6 năm 1967 | 21 tháng 2 năm 2001  | Phó tế      | "Vui mừng và Hy vọng"                    | Giáo triều Rôma        | Gioan Phaolô II     | [ 25 ] [ 42 ]        |
| Gioan Baotixita Phạm Minh Mẫn (1934)        |          | 25 tháng 5 năm 1965  | 11 tháng 8 năm 1993 | 21 tháng 10 năm 2003 | Linh mục    | "Như Thầy yêu thương"                    | Tổng giáo phận Sài Gòn | Gioan Phaolô II     | [ 53 ] [ 34 ]        |
| Phêrô Nguyễn Văn Nhơn (1938)                |          | 21 tháng 12 năm 1967 | 3 tháng 12 năm 1991 | 14 tháng 2 năm 2015  | Linh mục    | "Ngài phải lớn lên"                      | Tổng giáo phận Hà Nội  | Phanxicô            | [ 27 ] [ 56 ] [ 34 ] |

## Thống kê theo các tiêu chí

### Theo tổng giáo phận
- Theo nguồn báo Công giáo và Dân tộc:[19]

| Tổng giáo phận         | Số hồng y |
| ---------------------- | --------- |
| Tổng giáo phận Hà Nội  | 4         |
| Tổng giáo phận Sài Gòn | 1         |
| Khác                   | 1         |

### Theo đẳng
| Đẳng     | Số hồng y |
| -------- | --------- |
| Linh mục | 5         |
| Phó tế   | 1         |

### Theo đời giáo hoàng
- Theo nguồn Hội đồng Giám mục Việt Nam:[57]

| Đời giáo hoàng             | Số hồng y người Việt được vinh thăng |
| -------------------------- | ------------------------------------ |
| Giáo hoàng Phaolô VI       | 1                                    |
| Giáo hoàng Gioan Phaolô II | 4                                    |
| Giáo hoàng Biển Đức XVI    | 0                                    |
| Giáo hoàng Phanxicô        | 1                                    |